# Generation Orbit X-60
Das Generation Orbit X-60 (GOLauncher 1 oder GO1) ist oder war ein einstufiges, suborbitales Raketenfahrzeug, das aus der Luft gestartet wird. Mit ihm sollen oder sollten unter anderem Tragfläche, Antriebe, Hochtemperaturwerkstoffe und autonome Steuerung für den Hyperschallbereich getestet werden.
Es wird oder wurde von Generation Orbit Launch Services Inc. im Auftrag des Air Force Research Laboratory, Aerospace Systems Directorate, High Speed Systems Division entwickelt. Die NASA half bei der Durchführung eines Testflugs.